# Université de Brasilia
L'université de Brasília (portugais : Universidade de Brasília) ou UnB est une université publique située à Brasília, dans le District fédéral au Brésil.

## Histoire et fonctionnement
Elle a été fondée en 1962 par l’anthropologue Darcy Ribeiro, qui en devint le premier recteur, avec notamment Héron de Alencar.
Outre son campus principal (Campus Darcy Ribeiro) dans le centre, elle a des campus satellites à Planaltina, Gama, Ceilândia et Paranoá.
Elle est une des universités des plus célèbres de l'Amérique latine, notamment en sciences politiques, économie, droit, anthropologie et relations internationales.
L'université de Brasília a été considérée par l'Indice général des cursus (généré par le ministère de l'Éducation du Brésil) comme la meilleure université de la région Centre-Ouest, et la quatrième meilleure du Brésil par le Quacquaralli Symonds.
La Bibliothèque centrale de l'UnB a la troisième plus grande collection d’œuvres littéraires du Brésil.
Elle offre 103 cours de licence, 76 de master, et 63 doctorats strictu sensus distribués dans 25 centres de enseignement, recherche et extensions universitaire, ainsi que 11 cours de master professionnel et 10 cours de licence à distance.
L'UnB est connue pour son architecture moderne, ayant des bâtiments considérés patrimoine historique de l'humanité par UNESCO.
Le président Jair Bolsonaro décide en 2019 de réduire de 30 % les subventions annuelles de l'université. Le gouvernement affirme vouloir de cette façon contrer « l'infiltration marxiste ».

## Structure
L'université de Brasília est constituée des départements, des facultés et des instituts :
- FGA - Faculté du Gama

Campus situé dans la banlieue de Brasiília. L'unité offre exclusivement des licences en génie.
- FACE - Faculté d'économie, administration, comptabilité et gestion de politiques publiques
- FCE - Faculté de Ceilândia

Campus situé dans la banlieue de Brasiília. L'unité offre exclusivement des licences dans le domaine des sciences de la santé.
- FAU - Faculté d'architecture et urbanisme
- FAV - Faculté d'agronomie et médecine vétérinaire
- FAC - Faculté de communication

Y inclus :
1. DAP - Département d'audiovisuel et publicité
2. JOR - Département de journalisme
3. COM - Département de communication organisationnelle

Espace
- FCI - Faculté de science d'information
- FD - Faculté de droit
- FE - Faculté d'éducation
- FEF - Faculté d'éducation physique
- FUP - Faculté de planaltine

Campus situé dans la banlieue de Brasiília. L'unité offre des licences dans le domaine des sciences agraires.
- FM - Faculté de médecine
- FS - Faculté des sciences de la Santé

Y inclus :
1. Département de pharmacie
2. Département d'odontologie
3. Département de santé collective
4. Département de nutrition
5. Département de sciences infirmières

- FT - Faculté de Technologie

Unité responsable de l'offre des licences de génie dans le campus principal.
- IB - Institut de sciences biologiques
- ICS - Institut de sciences sociales
- IdA - Institut d'arts
- IE - Institut de sciences exactes
- IF - Institut de physique
- IG - Institut de géosciences
- IH - Institut de sciences humaines
- IL - Institut de lettres
- IP - Institut de psychologie
- IPOL - Institut de science politique
- IQ - Institut de chimie
- IREL - Institut de relations internationales

## Personnalités liées à l'université

### Professeurs
- Déa Fenelon, professeure
- Gilmar Mendes, professeur et ministre du Tribunal suprême fédéral
- Teorio Albino Zavascki, ex-professeur et ex-membre du Tribunal suprême fédéral
- Marco Aurélio Mello, professeur et membre du Tribunal suprême fédéral
- Moreira Alves, professeur et ex-membre du Tribunal suprême fédéral
- Joaquim Barbosa, professeur et ex-membre du Tribunal suprême fédéral
- Ana Flávia Magalhães Pinto, professeur d'histoire et directrice des Archives fédérales.
- Darcy Ribeiro, professeur, anthropologue et homme politique
- Debora Diniz, anthropologue et professeur
- Rita Segato, anthropologue féministe et professeure émérite
- Alexandre Tombini (en), ex-président de la Banque centrale du Brésil
- Amelia Toledo, sculptrice brésilienne